# Magomed Magomedov (zápasník)
Magomed Ibragimovič Magomedov (* 14. února 1958 Urada) je bývalý sovětský zápasník volnostylař avarské národnosti.

## Sportovní kariéra
Připravoval se v Machačkale pod vedením Isabeka Fejtulajeva. V sovětské volnostylařské reprezentaci se pohyboval od konce sedmdesátých let dvacátého století. V první polovině osmdesátých let soutěžil o post reprezentační jedničky s Iljou Matem. V roce 1984 přišel o možnost startovat na olympijských hrách v Los Angeles kvůli bojkotu olympiády zeměmi východního bloku. Od roku 1985 se v reprezentaci neprosazoval na úkor dvou osetů Aslana Chadarceva a Leri Chabeloviho. Po skončení sportovní kariéry se věnoval trenérské práci a později vstoupil do politiky. Syn Šechmad reprezentoval Rusko a Ázerbájdžán v judu.

## Výsledky
| Turnaj             | 1980 | 1981 | 1982 | 1983 | 1984 |
| Turnaj             | 22   | 23   | 24   | 25   | 26   |
| Turnaj             | -100 | -100 | -100 | -100 | -100 |
| ------------------ | ---- | ---- | ---- | ---- | ---- |
| Olympijské hry     | —    |      |      |      | —    |
| Mistrovství světa  |      | —    | —    | —    |      |
| Mistrovství Evropy | 1.   | 1.   | —    | 1.   | 1.   |